# Liolaemus burmeisteri
Espèce
Liolaemus burmeisteri est une espèce de sauriens de la famille des Liolaemidae.

## Répartition
Cette espèce est endémique de la province de Neuquén en Argentine.

## Étymologie
Cette espèce est nommée en l'honneur d'Hermann Burmeister.

## Publication originale
- Avila, Fulvio-Perez, Medina, Sites & Morando, 2012 : A new species of lizard of the Liolaemus elongatus clade (Reptilia: Iguania: Liolaemini) from Curi Leuvu River Valley, northern Patagonia, Neuquén, Argentina. Zootaxa, no 3325, p. 37–52 (texte intégral).